# Vézannes
Vézannes ist eine französische Gemeinde mit 52 Einwohnern (Stand: 1. Januar 2022) im Département Yonne in der Region Bourgogne-Franche-Comté (vor 2016 Bourgogne) im Osten Frankreichs. Die Gemeinde gehört zum Arrondissement Avallon und zum Kanton Tonnerrois (bis 2015 Tonnerre).

## Geografie
Vézannes liegt etwa 29 Kilometer ostnordöstlich von Auxerre am Flüsschen Cléon. Umgeben wird Vézannes von den Nachbargemeinden Dyé im Norden und Westen, Bernouil im Nordosten, Vézinnes im Osten, Tonnerre im Südosten, Tissey im Süden sowie Collan im Süden und Südwesten.

## Bevölkerungsentwicklung
| Jahr                      | 1962 | 1968 | 1975 | 1982 | 1990 | 1999 | 2006 | 2013 |
| ------------------------- | ---- | ---- | ---- | ---- | ---- | ---- | ---- | ---- |
| Einwohner                 | 100  | 95   | 80   | 77   | 63   | 53   | 46   | 45   |
| Quelle: Cassini und INSEE |      |      |      |      |      |      |      |      |

## Sehenswürdigkeiten
- Kirche Saint-Cyr-et-Sainte-Julitte